# 13 Variationen über ein Thema von Anselm Hüttenbrenner
13 Variationen über ein Thema von Anselm Hüttenbrenner D 576 sind in a-Moll komponierte Klaviervariationen von Franz Schubert aus dem Jahre 1817. Das Thema der Variationen stammt aus Anselm Hüttenbrenners erstem Streichquartett op. 3 von 1816, dem es auch zugleich gewidmet ist.

## Geschichte
Das Werk wurde im August 1817 komponiert und das Autograph befand sich im Besitz von Johann von Herbeck. Die Variationen erschienen erstmals 1867 bei Carl Anton Spina in Wien unter dem Namen 13 Variationen über ein Thema aus dem Violinquartett Nr. 1 von Anselm Hüttenbrenner bei Steiner & Comp. in Wien.

## Aufbau
1. Thema (Andantino, a-Moll)
2. Var I (a-Moll)
3. Var II (a-Moll)
4. Var III (a-Moll)
5. Var IV (a-Moll)
6. Var V (a-Dur)
7. Var VI (a-Dur)
8. Var VII (a-Moll)
9. Var VIII (a-Moll)
10. Var IX (a-Dur)
11. Var X (a-Moll)
12. Var XI (a-Moll)
13. Var XII (a-Moll)
14. Var XIII (Allegro, a-Dur)

## Einspielungen (Auswahl)
- 1969: Swjatoslaw Richter
- 1971: Wilhelm Kempff
- 2009: Cyprien Katsaris